# Georg Winkler
Georg Winkler (Monaco di Baviera, 26 agosto 1869 – Weisshorn, 16 o 17 agosto 1888) è stato un alpinista tedesco.

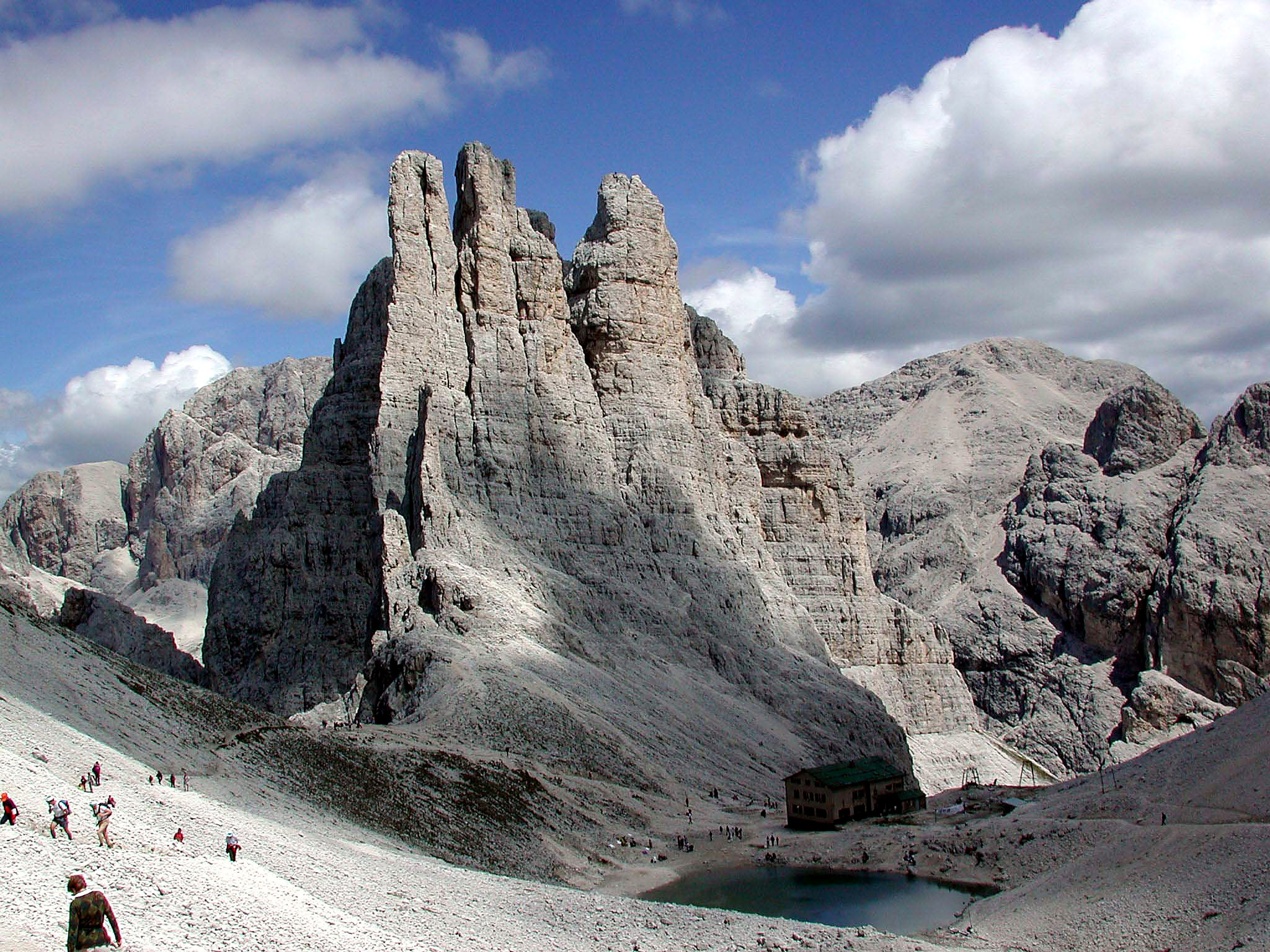
Torri del Vajolet

È detto talvolta la meteora per l'importanza e la brevità della sua attività alpinistica. Il suo nome è legato soprattutto alla scalata in solitaria della Torre Winkler (Torri del Vajolet).

## Vita
Georg Winkler nacque a Monaco di Baviera nel 1869, da una famiglia della borghesia tedesca (il padre era un ricco commerciante di carni). La famiglia passava la villeggiatura in montagna, e fu probabilmente qui che il giovane Winkler cominciò ad avvicinarsi all'arrampicata. All'età di 11 anni fece la sua prima ascensione alla Schmittenhöhe, nella zona di Zell am See; a 14 anni salì in vetta allo Zugspitze, la montagna più alta della Germania. Negli anni successivi, sviluppò tecnica ed allenamento sulle montagne del Kaisergebirge, non troppo distante da Innsbruck, quasi sempre in solitaria.
La sua attività alpinistica principale ebbe inizio nel 1886. Conosciuto l'alpinista Alois Zott, gli propose di accompagnarlo in una scalata al Totenkirchl, ma fu respinto per via della troppo giovane età. Il giorno della scalata, attese, nascosto, Zott ed i suoi compagni alla base della parete. Zott non riuscì a salire il camino iniziale, che pure aveva superato cinque anni prima; quando Zott si arrese, Winkler uscì dal nascondiglio, e chiese di poter provare a salire. Ottenuto il permesso, superò il camino con agilità, e dall'alto offrì la corda al resto della compagnia. In seguito a quest'episodio, tra Winkler e Zott si stabilì una forte amicizia; nel corso del 1886, i due insieme compirono numerose ascese di notevole interesse (Rocca dei Baranci, camino Zsigmondy alla Cima Piccola di Lavaredo (Kleine Zinne), Cima della Madonna alle Pale di San Martino).
Georg Winkler aveva una notevole forza muscolare, e si esercitava quotidianamente nella ginnastica. Inoltre, era molto interessato all'evoluzione dei materiali. Fu tra i primi a sostituire gli scarponi chiodati tipici dell'epoca con pedule "fatte di tela di vela con suole di corda di canapa", per citare ciò che lo stesso Winkler scrisse in una relazione. Usava inoltre normalmente un ancorotto a tre punte legato ad una corda, con il quale tentava di afferrare cenge od appigli posti più in alto per poter superare passaggi altrimenti impossibili.
Nel 1887, oltre che a Zott, si accompagnò a Robert Hans Schmitt, compiendo ascensioni sulla Croda Rossa di Sesto, sul Pizzo Popena e sulla Croda dei Toni; in quest'ultima ascensione aprì una nuova via sulla parete est, all'epoca ancora inviolata.
Successivamente, nello stesso anno, salì in solitaria il canalone est della Croda Rossa d'Ampezzo.
Ricongiuntosi con Alois Zott, si spostò con il compagno sulle Dolomiti occidentali, dove salì tra le altre la Cima Ball e la Cima Canali.
Il 17 settembre 1887 compì l'ascesa che è considerata il suo capolavoro: la salita in solitaria della torre nord-est delle Torri del Vajolet, che da lui prese poi il nome di Torre Winkler.
La stagione 1887 si concluse con la salita della via Grohmann al Sassolungo, seguita dalle salite alla Marmolada ed al Piz Boè.
La stagione del 1888 si aprì con la salita allo Zinalrothorn. Successivamente, tentò la salita al Weisshorn, ma purtroppo l'impresa gli fu fatale e morì a soli 18 anni.
Il corpo di Georg Winkler non fu ritrovato fino al 1956, quando fu rinvenuto da alcuni alpinisti al limite del ghiacciaio del Weisshorn.

## Riconoscimenti
A lui è intitolata la Torre Winkler (Winklerturm), nel Gruppo del Catinaccio (Torri del Vajolet).